# テルフェア郡 (ジョージア州)
テルフェア郡（テルフェアぐん、英: Telfair County）は、アメリカ合衆国ジョージア州の中央部に位置する郡である。2010年国勢調査での人口は16,500人であり、2000年の11,794人から39.9%増加した。郡庁所在地はマクレー市（人口5,740人）であり、同郡で人口最大の都市でもある。

## 歴史

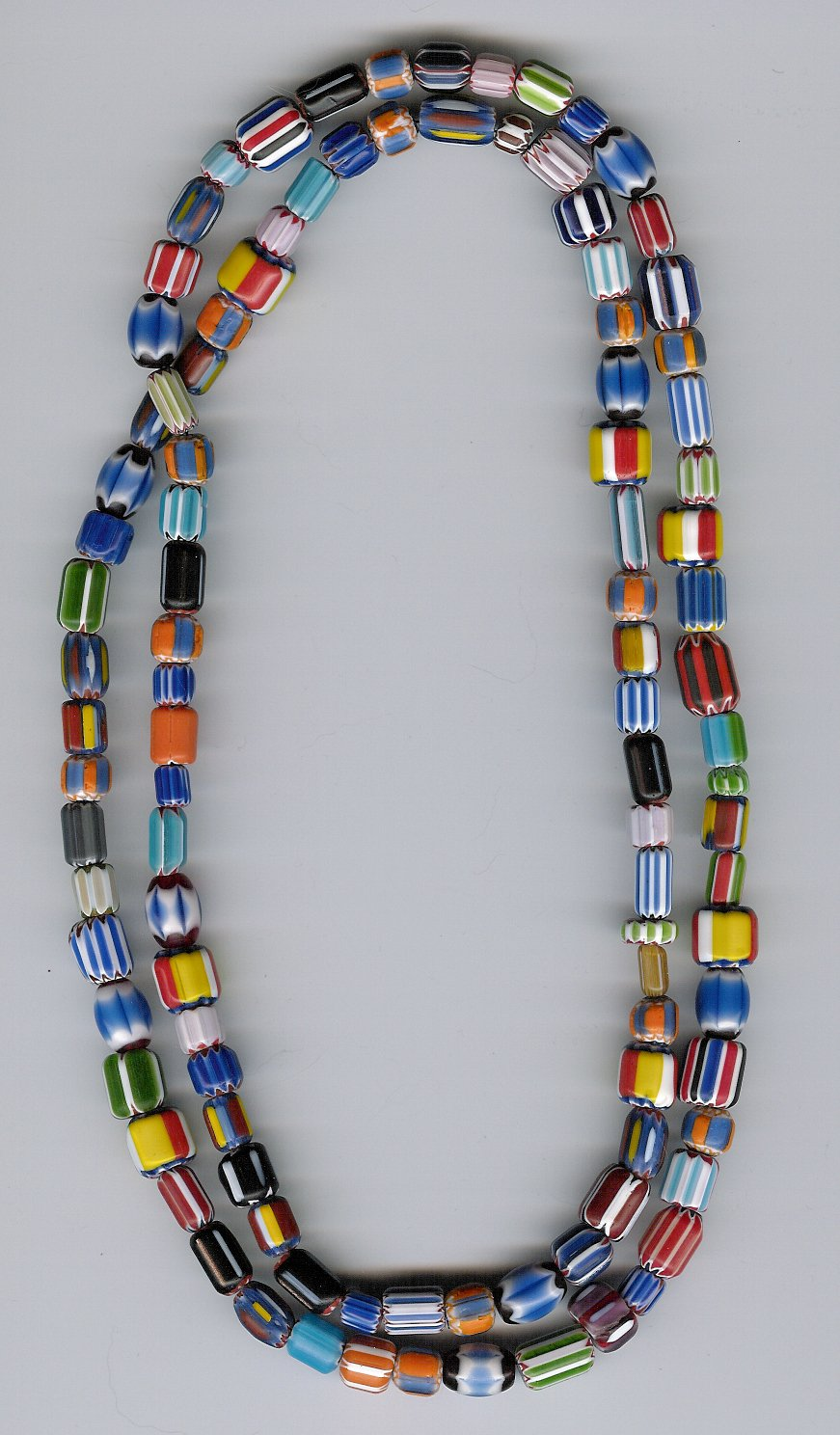
シェブロンの数珠

アトランタ市のフェアバンク自然史博物館に属する考古学者達がマクレー市近く、オクマルギー川から約1マイル (1.6 km) 離れた2,000エーカー (8.1 km2) の土地を発掘した。ここで16世紀前半のものとされるスペイン開拓地の痕跡を発見した。学者は1526年にルーカス・バスケス・デ・アイロンが設立した開拓地からの人工物と考えている 。
さらなる調査で、1541年のエルナンド・デ・ソト遠征隊もここを訪れたと考えられるようになった。インディアンとの交易のために持ってきたと見られるムラノ・ガラスの数珠、土器の破片、鉄製武器が見つかっている。数珠の幾つかにはシェブロンの模様があり、そのような数珠が制作された限られた時代を考えると、デ・ソト遠征隊の印だと考えられる。この発掘では鉄製の道具3個と銀製のペンダントなど6個の金属製品も出てきている。このことでデ・ソトは以前の学者が考えていたよりもさらに西に進んでいたことになる。
考古学者のデニス・ブラントンは、「我々が今手にしているのはジョージア州におけるスペイン人工物の最良の収集品であり、多くは特徴があり、フロリダ州以外で発見された人工物として唯一の例となっている」と語った。
テルフェア郡は1807年12月10日に設立され、郡名は第16代ジョージア州知事と大陸会議代議員を務めたエドワード・テルフェアに因んで名付けられた。

## 地理
アメリカ合衆国国勢調査局に拠れば、郡域全面積は444.08平方マイル (1,150.2 km2)であり、このうち陸地441.09平方マイル (1,142.4 km2)、水域は2.99平方マイル (7.7 km2)で水域率は0.67%である。郡内には少なくとも50か所のアルトワ式井戸がある。

### 主要高規格道路

#### アメリカ国道
- アメリカ国道23号線
- アメリカ国道280号線
- アメリカ国道319号線
- アメリカ国道341号線
- アメリカ国道441号線

#### ジョージア州道
- ジョージア州道19号線
- ジョージア州道27号線
- ジョージア州道30号線
- ジョージア州道31号線
- ジョージア州道117号線
- ジョージア州道132号線
- ジョージア州道149号線
- ジョージア州道149号線接続路
- ジョージア州道165号線

### 隣接する郡
- ウィーラー郡 - 北東
- ジェフデイビス郡 - 南東
- コフィー郡 - 南
- ベンヒル郡 - 南西
- ウィルコックス郡 - 西
- ドッジ郡 - 北西

## 人口動態
以下は2000年の国勢調査による人口統計データである。
| 基礎データ - 人口: 11,794人 - 世帯数: 4,140 世帯 - 家族数: 2,873 家族 - 人口密度: 10人/km2（27人/mi2） - 住居数: 5,083軒 - 住居密度: 4軒/km2（12軒/mi2） 人種別人口構成 - 白人: 59.71% - アフリカン・アメリカン: 38.44% - ネイティブ・アメリカン: 0.03% - アジア人: 0.20% - その他の人種: 1.16% - 混血: 0.47% - ヒスパニック・ラテン系: 1.82% | 年齢別人口構成 - 18歳未満: 22.5% - 18-24歳: 10.3% - 25-44歳: 30.1% - 45-64歳: 22.3% - 65歳以上: 14.9% - 年齢の中央値: 37歳 - 性比（女性100人あたり男性の人口） - 総人口: 110.9 - 18歳以上: 113.2 世帯と家族（対世帯数） - 18歳未満の子供がいる: 31.1% - 結婚・同居している夫婦: 48.4% - 未婚・離婚・死別女性が世帯主: 16.7% - 非家族世帯: 30.6% - 単身世帯: 28.4% - 65歳以上の老人1人暮らし: 13.6% - 平均構成人数 - 世帯: 2.48人 - 家族: 3.01人 | 収入と家計 - 収入の中央値 - 世帯: 26,097米ドル - 家族: 32,513米ドル - 性別 - 男性: 26,444米ドル - 女性: 19,970米ドル - 人口1人あたり収入: 14,197米ドル - 貧困線以下 - 対人口: 21.2% - 対家族数: 17.3% - 18歳未満: 26.4% - 65歳以上: 23.7% |

## 都市と町
- ヘレナ
- ジャクソンビル
- ランバーシティ
- マクレー - 郡庁所在地
- スコットランド
- ミラン